# Мокрокалигірський заказник
Мокрокалигірський заказник — гідрологічний заказник місцевого значення. Об'єкт розташований на території Катеринопільського району Черкаської області, адмінмежі Мокрокалигірської сільської ради.
Площа — 0,8 га, статус отриманий у 2009 році.